# Iver
Iver est un sommet culminant à 1 490 mètres d'altitude, ainsi qu'une très petite station de ski, situés dans les monts Tara, près de Mokra Gora dans l'ouest de la Serbie.
À proximité immédiate, le village de Drvengrad, construit par le réalisateur Emir Kusturica pour le tournage d'un de ses films, attire également les visiteurs.